# Otto Fuchs (Luftfahrtpionier)
Reinhold Otto Fuchs (* 7. März 1897 in Frankenthal (Pfalz); † 8. November 1987 in Dachau) war ein Luftfahrtpionier und langjähriger Ausbildungs- und Wissenschaftsmanager der deutschen Luftfahrt. Ferner war er autodidaktischer Maler. Diesbezüglich wird er in der einschlägigen Fachliteratur als „Otto Fuchs (Etzenhausen)“, in Abgrenzung zu „Otto Fuchs (Akt-Fuchs)“, bezeichnet.

## Leben und Wirken
Otto Fuchs beendete als Einjährig-Freiwilliger das Gymnasium und nahm als Kriegsfreiwilliger von 1914 bis 1918 am Ersten Weltkrieg teil, zunächst bei der Feldartillerie und ab 1916 in der Fliegertruppe. Dort diente er in der Feldfliegerabteilung (A) 292, dann in den Jagdstaffeln 30 und 77b und schließlich als Führer der Jagdstaffel 35b.
Von 1919 bis 1920 studierte er Philosophie und Literatur in Freiburg und Heidelberg, danach Landwirtschaft in Bonn und ab 1924 Maschinenbau mit der Fachrichtung Flugzeugbau an der TH Darmstadt. Hier war er Mitglied der Akaflieg und als Pilot der D-9 Konsul erflog er beim Rhön-Segelflugwettbewerb 1924 mit 12 km den Streckflugpreis. Auf ihn soll der Motorschlepp für Segelflugzeuge zurückgehen. Fuchs unterbrach sein Studium von 1927 bis 1930, um an der geheimen deutschen Erprobungsstelle für Flugzeuge in Lipezk (Russland) als Technischer Leiter zu arbeiten. Sein Studium in Darmstadt schloss er 1933 mit der Diplomhauptprüfung ab.
Nach einem schweren Flugunfall 1931 befürchtete Fuchs zunächst nicht mehr fliegen zu können. In dieser Zeit verarbeitete er seine Kriegserlebnisse in dem autobiografischen Roman „Wir Flieger – Kriegserinnerungen eines Unbekannten“, der in stark gekürzter Form 1933 erschien.
1933 trat Fuchs in die Deutsche Versuchsanstalt für Luftfahrt (DVL) in Berlin-Adlershof ein, um eine Abteilung für Ingenieurnachwuchs aufzubauen, die er bis 1945 leitete. Sein Mitarbeiter Mathias Bös betreute von 1934 bis 1935 die studentischen Fliegergruppen an Hochschulen (Flugtechnische Fachgruppen) und an Ingenieurschulen (Flugtechnische Arbeitsgemeinschaften). Auch an der Konzeption der 1937 gegründeten Ingenieurschule für Luftfahrttechnik (IfL) war Fuchs beteiligt. Aufgrund seiner überlegenen allgemein-menschlichen Fähigkeiten gelang es ihm, die damals üblichen Übergriffe des Staates und der NS-Organisationen für seinen Bereich erfolgreich abzuwehren. 1944 wurde Fuchs stellvertretendes Mitglied des Vorstands der DVL.
Nach dem Kriege konnte Fuchs eine Auflösung der DVL verhindern. Er wurde 1949 vorläufig zum ordentlichen Vorstandsmitglied bestellt und 1951 in dieser Funktion bestätigt. Nach Klärung der Rechts- und Vermögenslage des Deutschen Flugfunkforschungsinstituts Oberpfaffenhofen (FFO) wurde er auch hier in den Vorstand berufen. Als die Deutsche Forschungsanstalt für Segelflug (DFS) 1954 ihre Arbeit wieder aufnahm, wurde Fuchs zum Notvorstand bestellt, und er übernahm die Leitung des Instituts für Segelflug. Nach der Fusion von DVL, FFO und der Flugwissenschaftlichen Forschungsanstalt München (FFM) – einem wichtigen Schritt auf dem Wege zur Schaffung des heutigen Deutschen Zentrums für Luft- und Raumfahrt (DLR) – ging Otto Fuchs 1966 in den Ruhestand.
1945 übersiedelte er mit seiner Frau, der Malerin Emi Fuchs-Hussong, nach Dachau (Stadtteil Etzenhausen). Dort entstanden viele seiner Landschaftsbilder. Otto Fuchs war Mitglied der Künstlervereinigung Dachau. Gemälde von ihm befinden sich u. a. im Besitz der Stadt Dachau, in der Gemäldegalerie Dachau oder Städtische Galerie im Lenbachhaus in München.

## Künstlerisches Werk
Auf zahlreichen Reisen im In- und Ausland hat er insbesondere Landschaften gemalt, die in Öl oder Aquarelltechnik vorgetragen, von dezenter Farbigkeit und träumerischer Stimmung gekennzeichnet sind.

## Werke (Auswahl)
- Etzenhausen im Rauhreif, Aquarell 49×63
- Dachauer Landschaft, Aquarell 32×48
- Ein Novembertag bei St. Laurentius in Etzenhausen, Aquarell 42,3×65

## Schriften
- Allgemeine Betrachtungen zum Ingenieurnachwuchsproblem. In: FFM-Bericht Nr. 3 des Flugfunkforschungsinstituts Oberpfaffenhofen. 1956, S. 9–10